# Chryzelefantyna
Chryzelefantyna (gr. χρῡσελεφάντινος chrȳselephántinos – ze złota i kości słoniowej, od chrysós – złoto i elephás –słoń) – technika rzeźbiarska stosowana w starożytności, w której wykorzystywano kość słoniową i złoto oraz inne drogie materiały (np. kamienie szlachetne).
Nazwa pochodzi od greckiego określenia powstałego z połączenia dwóch słów: χρυσός chrysós, czyli złoto, i ελεφάς elephás, czyli słoń. Termin ten pojawił się dwukrotnie w znanej literaturze antycznej, w obydwu przypadkach w odniesieniu do posągu Ateny Partenos dłuta Fidiasza z Partenonu na ateńskim akropolu.
Technika polegała na stosowaniu złota i kości słoniowej w posągach montowanych na podkładzie drewnianym . Kością słoniową pokrywano twarz i inne odsłonięte części ciała, a złotą blachą, często inkrustowaną kamieniami szlachetnymi i półszlachetnymi oraz pastą szklaną – szaty, włosy oraz akcesoria .

## Historia
Posągi ze złota i kości słoniowej powstawały w starożytnym Egipcie, Mezopotamii i na Krecie .
Technika chryzelefantynowa stosowana była w Grecji od V do I w. p.n.e.  Używano jej w przypadku posągów kultowych . Żaden z nich nie przetrwał do naszych czasów. Wszystkie zostały zdewastowane wskutek grabieży dla ponownego wykorzystania bardzo cennych materiałów.
Za pierwszych artystów posługujących się tą techniką uchodzą Dipojnos i Skyllis. Najwybitniejszym przedstawicielem chryzelefantyny był Fidiasz, którego chryzelefantynowy posąg Zeusa w Olimpii starożytni zaliczali do siedmiu cudów świata.
Technikę tę stosowano również później (średniowiecze, nowożytność), ale ze względu na znaczny koszt, zazwyczaj w niewielkich rzeźbach i dość rzadko.

## Przykłady

### Posąg Zeusa w Olimpii

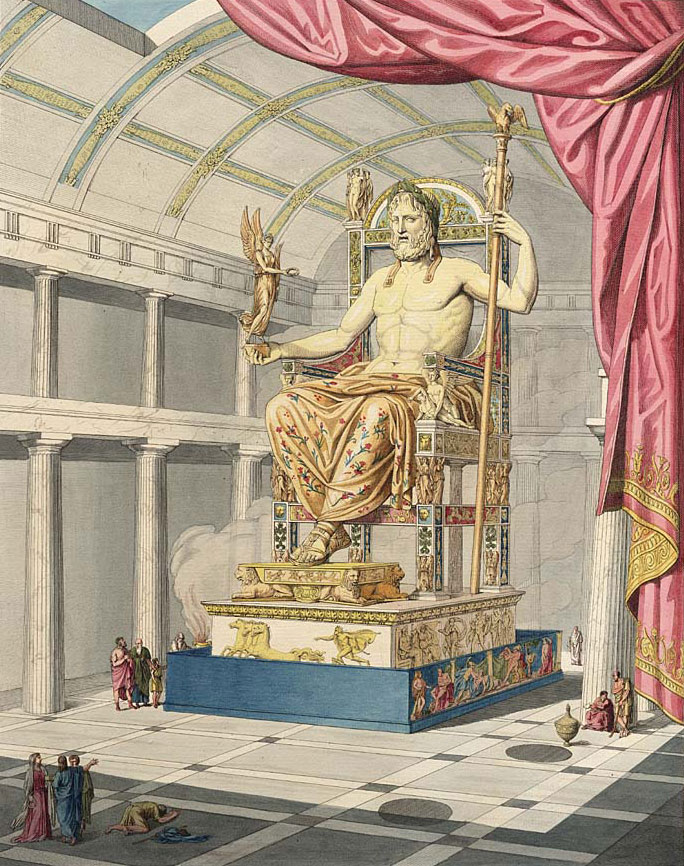
Wyobrażenie posągu Zeusa w Olimpii (barwna grawiura, 1815)

Posąg (ponad 13 m) został wykonany przez Fidiasza dla świątyni Zeusa w Olimpii. Rzeźba nie doczekała się kopii. Wygląd posągu znany jest z wielu opisów literackich, m.in. Strabona z I w. n.e., Kallimacha z Cyreny z III w. p.n.e. i Pauzaniasza, który odwiedził Olimpię ok. 160 roku n.e.
Według opisu Pauzaniasza przedstawiał Zeusa o poważnym i dostojnym obliczu siedzącego na tronie. Bóg miał na głowie wieniec z gałązek oliwnych, z lewego ramienia zwisał mu złoty płaszcz, w prawej dłoni trzymał statuę bogini Nike, a lewą rękę wspierał na wykładanym szlachetnymi kamieniami berle. Na rzeźbionych oparciach i nogach tronu ukazano postaci bóstw i sceny bitewne. Szatę i włosy Zeusa wykonano ze złota, obnażone części ciała z kości słoniowej, tron z drewna cedrowego wykładanego hebanem i szlachetnymi kamieniami. Posąg stał w świątyni przez ok. 800 lat . Po wprowadzeniu zakazu igrzysk olimpijskich został wywieziony do Konstantynopola ok. 420 roku, gdzie przepadł w pożarze w roku 475 .

### Atena Partenos
Wysoki na prawie 13 m posąg Ateny Partenos („Ateny Dziewicy”) wykonany został przez Fidiasza dla Partenonu na akropolu ateńskim. Statua nie zachowała się do naszych czasów. Jej wygląd znany jest z opisów starożytnych i ponad 200 mniejszych kopii. Najbardziej znaną kopią posągu jest tzw. Atena Varvakeion, ok. 1 m wysokości, datowana na pierwszą połowę III w. n.e.
Oryginalny posąg osadzony był na drewnianym trzonie, do którego przymocowane były twarz i kończyny bogini wykonane z kości słoniowej, tułów Ateny spowijały szaty z płatów złota, które ważyły 1150 kg. Bogini ukazana była w hełmie, w długim peplosie, z egidą; niosąca w prawej ręce Nike (Zwycięstwo) ; w lewej miała włócznię . U jej boku znajdowała się tarcza i wąż .
W 1990 roku replikę posągu Ateny Partenos wystawiono w replice Partenonu w Nashville w stanie Tennessee.

### Posągi Apollo, Artemidy i Leto w Delfach
W Muzeum Archeologicznym w Delfach znajdują się pozostałości trzech posąg chryzelefantynowych z VI w. p.n.e. przedstawiających najprawdopodobniej boga Apollo, jego siostrę Artemidę i ich matkę Leto.
Apollo przedstawiony jest, siedząc na tronie. Zachowane fragmenty głowy i prawej ręki wykonane są z kości słoniowej, włosy z pozłacanej blachy – dwa złote warkocze spływają na pierś boga. W prawej ręce Apollo trzymał posrebrzaną miskę. Szata boga wykonana była ze złotych dysków umocowanych na brązowych płytkach zdobionych rozetami. Brzegi szaty zdobiły pasy ze złotej blachy dekorowanej rozetami z 8 przedstawieniami zwierząt na każdej blasze. Spod szaty wystawały czubki stóp boga wykonane z kości słoniowej.
Z posągu Artemidy zachowały się pozostałości głowy z kości słoniowej ze złotym diademem i złotymi kolczykami, fragmenty ramienia i palców stopy z kości słoniowej. Pozostałości posągu Leto to zniszczona głowa z kości słoniowej ze złotym diademem. Z ozdób posągów zachowały się m.in. złote bransolety i złote naszyjniki z koralików w kształcie głowy lwa oraz fragmenty złotych szat.